# Orbita (kommun)
Orbita är en kommun i Spanien.   Den ligger i provinsen Ávila och regionen Kastilien och Leon, i den centrala delen av landet, 100 km nordväst om huvudstaden Madrid. Orbita ligger 867 meter över havet och antalet invånare är 102.